# Ferhat Kiraz
Ferhat Kiraz (* 2. Januar 1989 in Bozkır, Konya) ist ein türkischer Fußballspieler.

## Spielerkarriere

### Verein
Kiraz begann mit dem Vereinsfußball 2001 in der Jugend von Çankırıspor. Bereits paar Monate später zog er mit seiner Familie nach Konya, sodass Kiraz sich hier ein Verein suchen musste. Er begann in der Jugend von Konya Demirspor zu spielen. Im Januar 2005 wurde er für die türkische U-15-Nationalmannschaft nominiert und debütierte für diese am 4. Januar 2005 bei einem Freundschaftsspiel gegen Frankreich. Hier wurden sofort die Talentscouts von Gençlerbirliği Ankara auf ihn aufmerksam und verpflichteten ihn bereits wenige Tage später. Obwohl er hier einen Profivertrag besaß spielte er eine Woche lang für die Jugendmannschaften Gençlerbirliğis. Hier wurde der Trainer der Reservemannschaft, Metin Diyadin, auf ihn aufmerksam und holte ihn zur Reservemannschaft. Fortan spielte er eineinhalb Jahre lang für die Reservemannschaft und empfahl sich für die Profimannschaft. So fing er an neben seiner Tätigkeit bei der Reserve auch regelmäßig mit den Profis zu trainieren. Sein Debüt für die Profis gab er am 15. Oktober 2006 bei einer Ligabegegnung gegen Beşiktaş Istanbul. Bis zum Saisonende kam er auf weitere zwei Pflichtspiele für die Profis. Die nächste Spielzeit machte er als Ergänzungsspieler fast doppelt so viele Begegnungen. Die Saison 2008/09 verbrachte er als Leihspieler beim Zweitligisten Karşıyaka SK. Hier bildete er mit Rıdvan Şimşek und Cihan Yılmaz zusammen ein gefürchtetes Offensivtrio und avancierte zu einem der Shootingstars der Saison. Zur Spielzeit 2009/10 kehrte er zu Gençlerbirliği zurück, kam aber hier zu keinem Einsatz. Um ihm Spielpraxis zu ermöglichen, verlieh man ihn bis zum Saisonende an die Zweitmannschaft Gençlerbirliğis, an den Zweitligisten Hacettepe SK. Bei diesem Verein machte er bis zum Saisonende zwölf Begegnungen und erzielte zwei Treffer.
Nachdem zum Sommer 2012 sein Vertrag mit Gençlerbirliği ausgelaufen war, nahm er das Angebot vom Zweitligisten Boluspor an und unterschrieb hier einen Dreijahresvertrag. Bei Boluspor erkämpfte er sich sofort einen Stammplatz und avancierte mit zwölf Saisontreffern zum treffsichersten Spieler seiner Mannschaft und erneut zu einem der Shootingstars der TFF 1. Lig. Auch in der nächsten Saison lieferte er eine überzeugende Leistung ab und wurde zum ständigen Spieler der zweiten Garde der Türkischen Nationalmannschaft.
Zum Sommer 2012 bekundeten mehrere Süper-Lig-Vereine ihr Interessen an Kiraz. Bursaspor zeigte das größte Interessen und einigte sich recht schnell mit Kiraz. Über seine Ablösesumme wurde mit Boluspor lange verhandelt, bis es zu einer Einigung kam. So unterschrieb Kiraz am 19. Juni 2012 einen Dreijahresvertrag. Bei seinem neuen Verein kam er erst als Einwechselspieler der in der zweiten Spielhälfte eingewechselt wurde zu Spieleinsätzen. Im November 2012 spielte er bei der Begegnung gegen Beşiktaş Istanbul das erste Mal von Anfang an und über die gesamte Spieldauer. Am darauf folgenden Spieltag war er erneut in der Startelf und erzielte in der Heimpartie gegen Mersin İdman Yurdu sein erstes Erstligator. Bereits am nächsten Spieltag traf er erneut und sorgte dafür, dass er zum neuen Shootingstar seiner Mannschaft avancierte.
Zur Saison 2014/15 stellte Bursaspor mit Şenol Güneş einen neuen Cheftrainer ein. Dieser setzt Kiraz zum Saisonstart in einigen Spielen ein, suspendierte ihn aber im Oktober 2014 zusammen mit dessen Teamkollegen İbrahim Öztürk aus dem Mannschaftskader. Nachdem Kiraz zwei Monate mit der Reservemannschaft trainierte und über mehrere Wochen keine Lohn erhalten hatte, schickte er seinem Klub eine Mahnung. Sein Verein überwies daraufhin drei Tage vor Fristablauf die ausstehenden Gehaltszahlungen und verhinderte so die ablösefreie Freistellung Kiraz'.
In der Wintertransferperiode 2014/15 wechselte Kiraz innerhalb der Süper Lig zum zentralanatolischen Vertreter Kasımpaşa Istanbul. Hier spielte er zwei Jahre lang und wurde im Januar 2017 an den Zweitligisten Yeni Malatyaspor abgegeben. Mit diesem Verein gelang ihm zum Saisonende die Vizemeisterschaft der TFF 1. Lig und damit der Aufstieg in die Süper Lig. Trotz dieses Erfolges wurde sein Vertrag im Sommer 2017 nach gegenseitigem Einvernehmen aufgelöst, sodass er für die neue Saison zum Zweitligisten MKE Ankaragücü wechseln konnte.

### Nationalmannschaft
Kiraz durchlief ab der türkischen U-16-Nationalmannschaften nahezu alle Jugendnationalmannschaften seines Landes.
Er wurde im Februar 2011 zum ersten Mal für die zweite Auswahl der Türkischen Nationalmannschaft nominiert. Sein Länderspieldebüt gab er dann am 9. Februar 2011 während eines Freundschaftsspiels gegen Weißrussland.
Im Rahmen des Turniers von Toulon 2012 wurde Kiraz im Mai 2012 für die zweite Auswahl der türkischen Nationalmannschaft berufen. Die türkische A2 nominierte hier für Spieler, die jünger als 23 Jahre waren, um die Altersbedingungen für das Turnier zu erfüllen. Die Mannschaft schaffte es bis ins Finale und unterlag dort der Auswahl Mexikos. Kiraz zählte während des Turniers zu den Leistungsträgern seines Teams und spielte bei allen Begegnungen.

## Erfolge
Mit Bursaspor
- Tabellenvierter der Süper Lig: 2012/13

Mit Yeni Malatyaspor
- Vizemeister der TFF 1. Lig und Aufstieg in die Süper Lig: 2016/17

Mit der zweiten Auswahl der Türkischen Nationalmannschaft
- Vizemeister im Turnier von Toulon: 2012
- Sieger im International Challenge Trophy: 2011–13